# Александър Поветкин
Александър Поветкин е руски професионален боксьор в тежка категория. Международен шампион на WBC. От 2011 до 2013 г. е регулярен шампион на WBA, но губи титлата от супершампиона Владимир Кличко.
Като аматьор Поветкин е световен, олимпийски и двукратен европейски шампион.

## Кариера
Първият сериозен успех на Поветкин е победата в първенството на Русия през 2000 г. Година по-късно участва на световното първенство, където достига 1/4 финал. Печели и златен медал от Игрите на добра воля. През 2002 г. печели европейското първенство в Перм. През февруари 2004 г. защитава европейската си титла на шампионата в Пула, побеждавайки на финала Роберто Камареле. На Олимпийските игри в Атина същата година Поветкин става първия руски олимпийски шампион в свръхтежка категория.
През 2005 г. преминава в професионалния бокс. Първият му съперник е Мохамед Али Дурмаз от Германия. През 2007 г. Поветкин участва в турнира на претендентите на IBF, където побеждава Крис Бьорг и Еди Чембърс. Александър печели правото да се бие за световната титла срещу Владимир Кличко. Поветкин получава травма и мачът се отлага. Мениджърът на боксьора не успява да се договори за провеждането на срещата и Поветкин е понижен с 10 позиции в ранглистата и лишен от званието си на претендент.
След победи срещу по-неизвестни съперници, Поветкин успява да се изкачи до второ място в ранглистата. На 2 юли 2011 г. Владимир Кличко побеждава Дейвид Хей, отнемайки му титлата на WBA. Украинецът е обявен за Супершампион, а регулярната титла на WBA остава вакантна. Асоциацията определя първите двама в ранглистата - Поветкин и Руслан Чагаев да се бият за титлата. На 27 август в Ерфурт Поветкин побеждава по точки и печели титлата. Руския витяз защитава четири пъти титлата си и през 2013 г. отново получава право да се бие с Кличко. Мачът се провежда на 5 октомври 2013 г. в московската зала Крокус Сити Хол като Поветкин допуска първо поражение в кариерата си.
През май 2014 г. Александър става международен шампион на WBC след победа срещу Мануел Чар. На 24 октомври 2014 г. печели титлата WBC Silver, побеждавайки камерунеца Карлос Такам. На 22 май 2015 г. Поветкин нокаутира в първия рунд кубинеца Майк Перес и получава правото да бъде претендент за световната титла на WBC. За 2016 година е насрочен мач за титлата между Поветкин и Дионтей Уайлдър.